# یک میلیون قطعه کوچک (فیلم)
یک میلیون قطعه کوچک (به انگلیسی: A Million Little Pieces) یک فیلم درام روان‌شناختی محصول سال ۲۰۱۸ به کارگردانی سم تیلور-جانسون و نویسندگی مشترک سم تیلور و آرون تیلور-جانسون است. بر اساس کتاب نیمه داستانی سال ۲۰۰۳ به همین نام ساخته شده‌است. فیلم داستان جیمز فری، مرد جوان معتاد به مواد مخدر را دنبال می‌کند که خود را به یک مرکز بازپروری می‌برد تا با اعتیادش مبارزه کند.

## داستان
جیمز ۲۳ ساله که الکلی و معتاد به مواد مخدر است، دو راه دارد: درمان یا مرگ. پس از بیدار شدن در هواپیما با چهره‌ای درهم شکسته و بدون خاطره‌ای از چند هفته گذشته، او به مرکز توانبخشی می‌رود، جایی که چیزهای بیشتری از سم زدایی و درمان کشف می‌کند. در حالی که جیمز سفر جدیدی را برای ترمیم بدن شکسته خود تحمل می‌کند، او روح شکسته خود را با برقراری ارتباط با ارواح خویشاوندی که برای زندگی بهتر مشتاق و مبارزه می‌کنند، شفا می‌بخشد.

## انتشار
این فیلم در جشنواره بین‌المللی فیلم تورنتو در سال ۲۰۱۸ به نمایش درآمد. این فیلم توسط مومنتو پیکچرز در ۶ دسامبر ۲۰۱۹ در سینماهای منتخب و به‌صورت ویدیویی در ایالات متحده اکران شد. علاوه بر این، این فیلم در ۶ ژانویه ۲۰۲۰ بر روی دی‌وی‌دی در ایالات متحده منتشر شد.

## بازخوردها
در راتن تومیتوز بر اساس ۴۸ نقد، با میانگین امتیاز ۵ از ۱۰، ۲۷٪ محبوبیت را به فیلم می‌دهد. در متاکریتیک بر اساس نظرات ۱۴ منتقد به فیلم امتیاز ۴۵ از ۱۰۰ را داده‌است که نشان دهنده «نقدهای مختلط یا متوسط» است.